# Leptothorax kirghizicus
Leptothorax kirghizicus är en myrart som beskrevs av Yu S. Tarbinsky 1976. Leptothorax kirghizicus ingår i släktet smalmyror, och familjen myror. Inga underarter finns listade i Catalogue of Life.